# Scott Sio

a Compétitions nationales et continentales officielles uniquement.

b Matchs officiels uniquement.
Dernière mise à jour le 22 septembre 2024.
Scott Sio, né le 16 octobre 1991 à Sydney (Australie), est un joueur international australien de rugby à XV qui évolue au poste de pilier. Il joue avec le club anglais des Exeter Chiefs en Premiership depuis 2022. Avec les Wallabies, il est sélectionné depuis 2013, remportant le Rugby Championship 2015 puis s'inclinant en finale de la Coupe du monde 2015.

## Biographie
Scott Sio est né à Sydney en Australie, de parents samoans. Il est scolarisé à la Trinity Grammar School (en) dans la banlieue ouest de Sydney.
Il est le fils de David Sio (en), ancien international samoan de rugby à XV, ayant disputé la Coupe du monde 1991. Il est également le frère aîné de Patrick Sio, qui a également été joueur de rugby, et qui est passé par le Stade français.

### Carrière en club

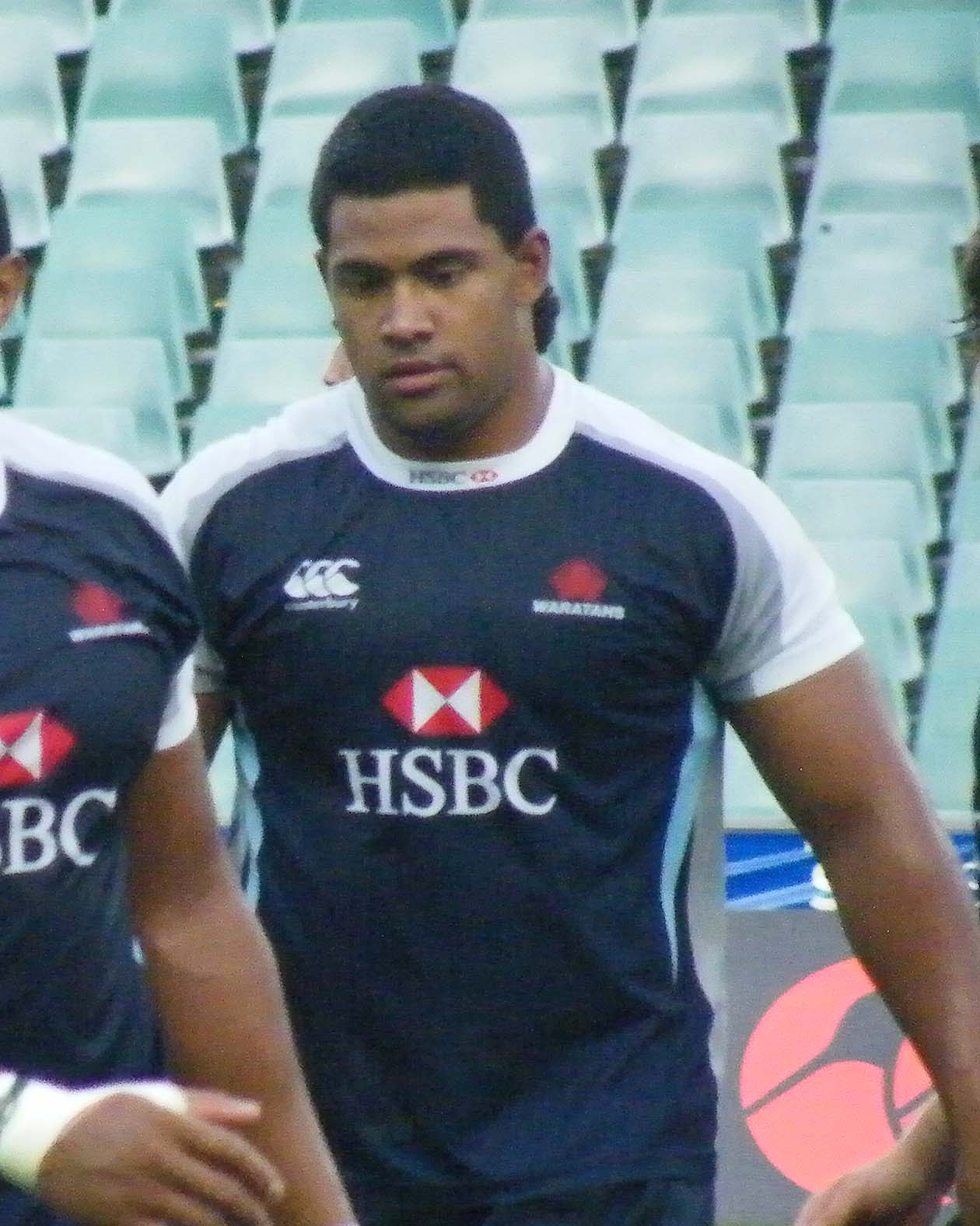
Scott Sio avec les Waratahs en février 2011

Scott Sio commence à jouer au rugby lors de son enfance à Sydney, dans le sillage de son père,. Il évolue avec l'équipe de la Trinity Grammar School dans le championnat lycéen, et en devient le capitaine. Évoluant à l'origine au poste de troisième ligne, il transitionne vers la première ligne, et plus particulièrement le poste de pilier lors de sa dernière année d'étude en 2009,.
Après avoir terminé le lycée, il fait partie de l'Academy (centre de formation) de la franchise des Waratahs,. Il joue également en Shute Shield avec le club de Northern Suburbs en 2011,.
Pour la saison 2012 de Super Rugby, il est recruté dans le groupe élargi de la franchise des Brumbies,. Il joue son premier match le 30 mars 2012 contre les Sharks. Il joue quatre rencontres, toutes comme remplaçant, lors de la saison.
Après cette première saison au niveau professionnel, il est convoité par son ancienne équipe des Waratahs, mais décide de prolonger son contrat avec les Brumbies pour deux saisons supplémentaires,. Dès sa deuxième saison avec les Brumbies, il s'impose comme le titulaire indiscutable au poste de pilier gauche, déplaçant Ben Alexander au poste de pilier droit. En 2013, il affronte avec les Brumbies les Lions britanniques lors de leur tournée en Australie. La même année, il atteint la finale du Super Rugby avec son équipe, où elle s'incline en finale face aux Chiefs,. En 2014, il prolonge à nouveau son contrat pour deux années de plus.
En 2014, il est retenu par les Canberra Vikings, pour disputer l'édition inaugurale du National Rugby Championship (NRC). Il ne dispute cependant aucune rencontre avec ce club, à cause de sa présence en sélection nationale lors de la compétition. Il est par la suite retenu dans l'effectif des North Harbour Rays, avant de faire son retour aux Canberra Vikings en 2016 et 2017, mais ne dispute toujours pas de match pour les mêmes raisons,,.
Toujours indiscutable avec les Brumbies en 2016, il prolonge son contrat avec la franchise pour trois années supplémentaires. À partir de 2019, l'expérimenté James Slipper arrive en provenance des Reds, et se partage le poste avec Sio. En 2019 toujours, il prolonge à nouveau avec les Brumbies, portant son engagement jusqu'en 2022. En 2020, il fait partie de l'équipe qui remporte le Super Rugby Australia, après une finale gagnée face aux Queensland Reds,. L'année suivante, son équipe s'incline à l'issue d'une finale identique à l'année précédente, et termine deuxième de la compétition.
Au terme de la saison 2022, sa onzième sous les couleurs des Brumbies, il décide de ne pas prolonger son contrat, et quitte le club. Il s'engage dans la foulée avec le club anglais des Exeter Chiefs en Premiership.
En 2024-2025, il perd la finale de la Coupe d'Angleterre, battu 48 à 14 par Bath Rugby.

### Carrière en équipe nationale
Scott Sio joue avec la sélection scolaire australienne (en) en 2009,.
Il est retenu avec l'équipe d'Australie des moins de 20 ans pour disputer les championnats du monde junior en 2010 et 2011,.
En juin 2013, il est sélectionné pour la première fois avec les Wallabies par le sélectionneur Michael Cheika, afin de préparer la tournée des Lions britanniques et irlandais,. Il n'affronte pas les Lions, mais connaît sa première sélection quelques mois plus tard lors du Rugby Championship, le 17 août 2013 face à la Nouvelle-Zélande à Sydney.
En 2015, il fait partie du groupe australien qui remporte le Rugby Championship, et connaît sa première titularisation en sélection lors de la dernière rencontre de la compétition,.
Plus tard la même année, il est sélectionné pour participer à la Coupe du monde 2015 en Angleterre,. À noter qu'en plus de son poste habituel de pilier gauche, il est également considéré comme une solution de dépannage au poste de talonneur, poste où Cheika a fait le choix de sélectionner que deux spécialistes. Toutefois, il n'aura pas à jouer à ce poste. Lors de la compétition, il s'impose comme le pilier gauche titulaire des Wallabies, devançant l'expérimenté James Slipper. Il manque la demi-finale face à l'Argentine, à cause d'une blessure au coude. Il reprend sa place de titulaire pour de la finale du tournoi, que son équipe perd face à la Nouvelle-Zélande sur le score de 34 à 17,.
En août 2019, il est sélectionné dans le groupe australien pour disputer la Coupe du monde au Japon. Il dispute quatre matchs lors de la compétition, tous en tant que titulaire, dont le quart de finale perdu face à l'Angleterre,.

## Palmarès

### En club
- Finaliste du Super Rugby en 2013 avec les Brumbies
- Vainqueur du Super Rugby AU en 2020 avec les Brumbies.
- Finaliste du Super Rugby AU en 2021 avec les Brumbies.

### En équipe nationale
- Vainqueur du Rugby Championship en 2015.
- Finaliste de Coupe du monde en 2015.

## Statistiques en équipe nationale
Au 12 janvier 2023, Scott Sio compte 74 sélections avec les Wallabies, dont 53 en tant que titulaire, depuis sa première apparition le 17 août 2013 à Sydney face à la Nouvelle-Zélande.
Parmi ces sélections, il compte 33 sélections en Rugby Championship, participant aux éditions de 2013, 2015, 2016, 2017, 2018, 2019, 2020, 2021 et 2022.
Il dispute deux éditions de la Coupe du monde. D'abord en 2015, où il participe aux rencontres face aux Fidji, l'Uruguay, l'Angleterre, le pays de Galles, l'Écosse et la Nouvelle-Zélande. Et à la Coupe du monde 2019, il dispute quatre matchs contre les Fidji, le pays de Galles, la Géorgie et l'Angleterre.